# Famille Janssen
 (janvier 2021).

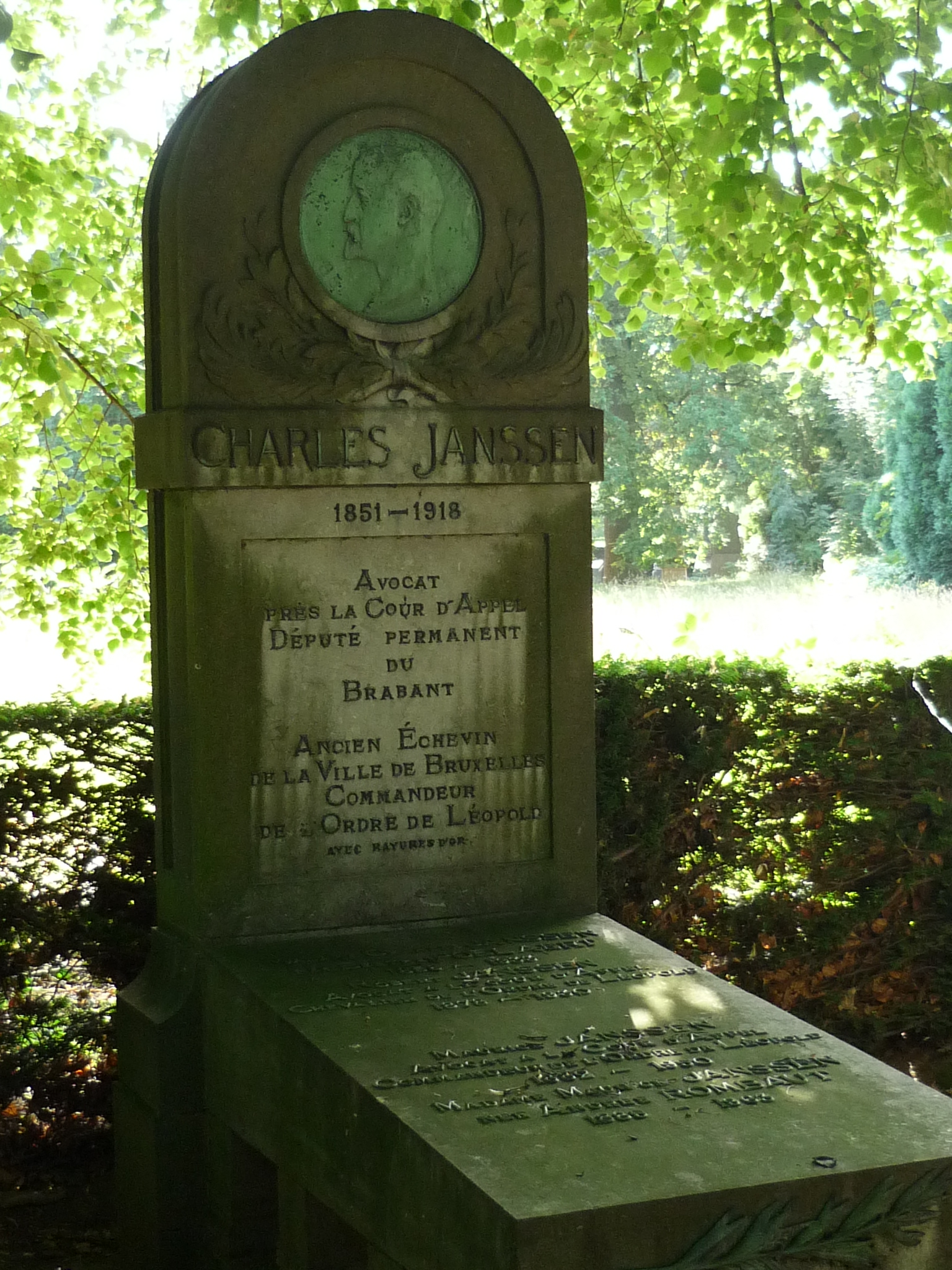
1918 - Tombeau de style Art nouveau de la famille Charles Janssen-Poelaert, échevin de Bruxelles, par son cousin l'architecte Henri van Dievoet orné d'un portrait en médaillon par Isidore De Rudder.

La famille Janssen, originaire du village de Mouland  dans la province de Limbourg depuis le XVIe siècle et établie à Bruxelles au XIXe siècle, est une famille active dans les domaines de la banque et de l'industrie dès le XIXe siècle.
Son ancienneté prouvée remonte à 1687.
Une branche de la famille Janssen a été anoblie et créée baron en 1910 et une seconde en 1930.

## Membres notables
À cette famille appartiennent:
- Gérard Janssen, né à Mouland vers 1650, et y décédé le 27 octobre 1732, nommé en 1687 échevin de la haute Justice de Mouland.
- Jacques Janssen, échevin puis mayeur de la haute cour de Justice de Mouland, fils du précédent.
- Guillaume Janssen, né à Mouland en 1690, décédé le 1er janvier 1777, échevin de la haute cour de Justice de Mouland, frère du précédent.
- Gérard Janssen, né à Mouland en 1736 et décédé le 14 décembre 1815, notaire royal à Mouland de 1762 à 1796, bourgmestre de Mouland, fils du précédent.
- Guillaume Janssen né à Mouland en 1760, décédé à Tirlemont en 1830, nommé notaire impérial à Tirlemont en 1786, fils du précédent et ancêtre des Janssen qui suivent.
- le baron Léon Janssen (1849-1923), administrateur directeur général de la compagnie des Tramways Bruxellois de 1888 à 1921.
- Charles Janssen (1851-1918), personnalité politique de la ville de Bruxelles, époux de Berthe Poelaert, nièce de l'architecte Joseph Poelaert.
- Alfred Janssen (1864-1921), époux de Marguerite Battaille (1881-1962), ingénieur, né à Cologne le 11 octobre 1864, (ils habitaient la villa "Les Effâts" à Vielsalm).
- le baron Emmanuel Janssen (1879-1955), vice-président de la Société Belge de Banque, Président de l'Union Chimique Belge, Ministre d'État et trois fois Ministre des Finances.
- Albert-Édouard Janssen (1883-1966), homme politique, banquier et professeur belge.
- le baron Charles-Emmanuel Janssen (1907-1985), homme politique et homme d'affaires belge.
- le baron Paul Emmanuel Janssen (1931 - 2023), banquier Belge, principalement à la Société Générale de Banque, dont il fut Président du Comité de Direction (1988-1992) puis Président du Conseil d'Administration (1992-1998).
- Éric Janssen (1933-2012), administrateur de sociétés, président des Amis du Théâtre National de Belgique, administrateur des Amis des Musées royaux des beaux-arts de Belgique, épousa en 1965 Michèle comtesse de la Boëssière-Thiennes (1944-1993) ; les enfants de ce mariage reçurent en 2001 une modification de nom en Janssen de la Boëssière-Thiennes.
- le baron Daniel Janssen (1936 - ), Président successivement d'UCB, de la FEB et de Solvay.
- les barons Charles-Antoine, Nicolas Janssen, et Edouard sont fils du baron Daniel. Nicolas a épousé en 2011 la comtesse Hélène d'Udekem d'Acoz et est donc le beau-frère de la reine Mathilde de Belgique. Charles-Antoine a épousé Valentine Goblet-d'Alviella.